# São José (Jandaia do Sul)
São José é um distrito do município brasileiro de Jandaia do Sul, no estado do Paraná.